# Chanatip Sonkham
Chanatip Sonkham (n. 1 martie 1991, Phatthalung⁠(d), Provincia Phatthalung, Thailanda) este o sportivă ce a reprezentat Thailanda, medaliată olimpică. A participat la o ediție a Jocurilor Olimpice (2012) în care a câștigat o medalie de bronz.